# Friedrich Niggli
Friedrich Niggli (Aarburg (Argòvia), 15 de desembre, 1875 - Zollikon, districte de Meilen, 3 de novembre, 1959), va ser un compositor i pedagog musical suís.
Fill de l'historiador de la música Arnold Niggli (1843–1927) va ser alumne de Lothar Kempter, Friedrich Hegar i Robert Freund a l'Escola de Música de Zuric. Després va estudiar composició amb Joseph Rheinberger i piano amb Heinrich Schwarz a l'Acadèmia de Música de Munic. El 1897 va continuar els seus estudis al Conservatori Hoch de Frankfurt del Main amb Bernhard Scholz, Iwan Knorr i James Kwast. Darrerament va estudiar a Roma amb Giovanni Sgambati, a París amb Gabriel Fauré i a Berlín amb Heinrich Urban.
El 1900 Niggli va tornar a Zuric, on va ensenyar primer piano al conservatori i de 1921 a 1936 a l'acadèmia de música. Amb Friedrich Hegar, Hans Huber i Hermann Suter va fundar l'Associació de Músics Suïssos.
A més d'obres instrumentals i música de festival, Niggli va compondre nombroses obres corals i cançons, incloent diversos cicles de cançons basats en poetes dialectals suís com Adolf Frey (Sis cançons en dialecte suís), Meinrad Lienert (Schwyzer Liedli), Josef Reinhart i Ernst Eschmann. En particular, els vuit Buechfinkelliedli després de Reinhart encara es representen avui dia.